# 普羅蒂溫 (愛荷華州)
普羅蒂溫（英語：Protivin）是一個位於美國愛荷華州霍華德縣和奇克索縣的城市。

## 地理
普羅蒂溫的座標為43°12′56″N 92°08′56″W / 43.21556°N 92.14889°W，而該地的平均海拔高度為351米（即1152英尺）。

## 人口
根據2010年美國人口普查的數據，普羅蒂溫的面積為1.24平方千米，當中陸地面積為1.24平方千米，而水域面積為0.00平方千米。當地共有人口283人，而人口密度為每平方千米228人。